# Plagithmysus koae
Plagithmysus koae is een keversoort uit de familie van de boktorren (Cerambycidae). De wetenschappelijke naam van de soort werd voor het eerst geldig gepubliceerd in 1969 door Gressitt & Davis.